# Pablo González Mariñas
Pablo González Mariñas (La Coruña, 26 de junio de 1944) es un político español, activo en el ámbito gallego.
Fue miembro del Partido Gallego Independiente de José Luis Meilán. Elegido parlamentario por la UCD en el Parlamento de Galicia en 1981, tras la disolución de la UCD tras las elecciones generales de 1982 fue uno de los fundadores de Coalición Galega por la cual fue su candidato a la presidencia de la Junta de Galicia. Elegido diputado en 1985, encabezó la escisión del sector más nacionalista que dio origen al Partido Nacionalista Galego. Fue consejero de la Presidencia y Administración Pública en el gobierno tripartito del socialista Fernando González Laxe. Desde septiembre de 2005 es diputado en el Parlamento de Galicia por el Bloque Nacionalista Galego.
- Datos: Q3395493